# Chalencon
Chalencon ist eine französische Gemeinde mit 339 Einwohnern (Stand 1. Januar 2022) im Département Ardèche in der Region Auvergne-Rhône-Alpes. Die Bewohner werden Chalençonnais(es) genannt.

## Geografie
Die Gemeinde liegt im Haut Vivarais auf einem felsigen Kegel des Plateau von Vernoux und schmiegt sich dort an die bergigen Hänge. Auf der Rückseite erstreckt sich das Tal der Eyrieux mit dem Ortsteil Chervil. Chalencon ist Teil des Regionalen Naturparks Monts d’Ardèche. Die nächstgrößere Stadt ist Guilherand-Granges in 24 Kilometern Entfernung.

## Geschichte
Der Ortsname leitet sich vom keltischen Wort chal ab, was schützender Hang bedeutet. Bereits in der Antike diente der Ort als gallische Festung, ehe das Dorf römische Garnison wurde.
Später war die Gemeinde Knotenpunkt der Handelsrouten zwischen den alten Provinzen Velay und Forez und wurde daher schon im 10. Jahrhundert stark befestigt. Damals war das Dorf in Besitz der reichen Familie Polignac. Unter den Lehnsherren Charlemagne wuchs die Gemeinde zu einem der wichtigsten administrativen Stützpunkte des Vivarais an. 1551 veranstaltete Diane von Poitiers, die ein Schloss nahe dem Ort besaß, Märkte und jährlich die örtliche Messe. Als im 17. Jahrhundert noch ein Gerichtshof gegründet wurde, war Chalencon endgültig das kommerzielle und richterliche Zentrum der Region.
Die Wende kam durch die heftigen Religionskriege, die im 17. Jahrhundert viele Tote forderten und historische Gebäude zu Schaden kommen ließen. Trotzdem zählte Chalencon während der Französischen Revolution mit 1500 Einwohnern seine höchste Bevölkerungsrate. Heute ist die Einwohnerzahl stark auf nur noch 300 Personen zurückgegangen, da Chalencon seine Bedeutung als wirtschaftlicher Knotenpunkt verloren hat und viele Menschen aus den abgelegenen ländlichen Gebieten in die Stadt ziehen, um dort Arbeit zu finden.

### Bevölkerungsentwicklung
| Jahr                       | 1962 | 1968 | 1975 | 1982 | 1990 | 1999 | 2009 | 2016 |
| Einwohner                  | 529  | 474  | 314  | 320  | 309  | 303  | 318  | 298  |
| Quellen: Cassini und INSEE |      |      |      |      |      |      |      |      |

## Kultur und Sehenswürdigkeiten
Das Schloss von Chalencon, dass von 1021 bis 1047 Familie Polignac bewohnte, wurde im 15. Jahrhundert endgültig aufgegeben. Es beinhaltet außerdem einen Bergfried, sowie eine Kapelle und Schutzmauer. Darüber hinaus sind im Dorf noch weitere Wohnsitze der Lehnsherren erhalten geblieben, die vor allem durch ihre Fenster im Renaissance-Stil auffallen.
Der mittelalterliche Turm des Ortes wird auch Tour de Diane, zu Gedenken an Diane von Poitiers, genannt. Berühmt sind auch die beiden Brücken der Gemeinde: Zum einen die 45 Meter lange Pont Romain oder Pont de Bournery, die über den kleinen Bach Ance führt und im Mittelalter ein wichtiger Zugang zur anstrengenden Route in Richtung Tiranges war, zum anderen die Pont du Diable, die ebenfalls die Ance überquert, aber direkt am Rande des Vorgebirges liegt. Sie ist sogar 50 Meter lang, besteht aus zwei Bögen und wurde im 17. Jahrhundert erbaut. Bereits die Römer nutzten diese Stelle als Furt durch den Bach und das hügelige Gelände. Im Weiler Chervil existiert eine weitere  Brücke in gotischem Stil. 
Die Reste des mittelalterlichen Schutzwalls mit den beiden Türmen, dem Tour des Autrichiens (dt. Turm der Österreicher) und dem Tour des Pendus (dt. Turm der  Gehängten), aus dem 14. Jahrhundert, sowie das alte Stadttor sind auch noch zu besichtigen.
Die örtliche Kirche im romanischen Stil wurde während der zahlreichen Kriege mehrmals zerstört und im 17., 18. und 19. Jahrhundert wieder aufgebaut. Der Tempel wurde von den Religionskriegen ebenfalls hart gebeutelt und 1822 auf dem Fundament des alten Gebäudes von 1580 rekonstruiert.